# SM Town
SM Town (estilizado como SMTOWN) es un grupo proyecto formado por la gran mayoría de los artistas de SM Entertainment. Realizan giras anuales en varias partes del mundo desde SMTown Live '08 (2008). Hasta 2014, los conciertos de SM Town atrajeron más de un millón de personas.
Hasta agosto de 2022 el canal de YouTube de SM Town contiene 30.8 millones de suscriptores de suscriptores y 25.3 mil millones de visualizaciones.

## Proyectos
- 2003-16: The Agit - Concert Series
- 2016-actualidad: SM Station

### Álbumes
| Álbumes                                                | Lanzamiento             | Canciones |
| ------------------------------------------------------ | ----------------------- | --- |
| Christmas in SMTown                                    | 15 de diciembre de 1999 | Ver listaCanciones 1. Jingle Bell por SMTown 2. 사랑하는 사람에게 (Winter) por Yoo Young-jin & H.O.T. 3. 졸업 (Graduation) por H.O.T 4. 고마워미안해 (Together Forever) por H.O.T. 5. 사랑을 닮은 노래 (A Song For Love) por Fly to the Sky 6. First Noel por Yoo Young-jin 7. Snow in Eyes por S.E.S 8. Snow Christmas (Remix) por S.E.S 9. Merry Christmas por Shinhwa 10. Jingle Bell por H.O.T. |
| Christmas Winter Vacation in SMTown.com                | 8 de diciembre de 2000  | Ver listaCanciones 1. 창밖을 봐요 (Waiting for White Christmas) por SMTown 2. Silver Bell por H.O.T. 3. Let It Snow por S.E.S 4. 기도 (Prayer) por Shinhwa 5. When Snow Falls por Fly to the Sky 6. Merry Christmas por BoA 7. Forever (아이의 크리스마스 선물을 준비하는 아빠들에게) por Yoo Young-jin 8. 루돌프 사슴코 (Rudolph the Red-Nosed Reindeer) por Shinhwa 9. 고요한 밤 그대와 난 (The Day 1030) por H.O.T. 10. Santa Caus Is Comin' to Town por S.E.S 11. White Paradise - por Shinhwa 12. Loving for You por Fly to the Sky 13. Christmas Time por BoA 14. 생명의 양식 (Panis Angelicus) por Yoo Young-jin |
| Christmas Winter Vacation in SMTown.com – Angel Eyes   | 4 de diciembre de 2001  | Ver listaCanciones 1. Angel Eyes - SMTown 2. Promise - Moon Hee-jun 3. White – Kangta 4. We Wish You a Merry Christmas - Shinhwa 5. The First Noel - S.E.S 6. O' Holy Night - Fly to the Sky 7. Feliz Navidad - BoA 8. Chocolate - Dana 9. Sad Snow - Yoo Young-jin 10. The First Noel - Kangta 11. White Love - Shinhwa 12. Love Christmas - S.E.S 13. Snow - Moon Hee-jun 14. All Night Long - Fly to the Sky 15. 겨울바람 (Winter Wind) - BoA 16. Wait for Me - M.I.L.K |
| Summer Vacation in SMTown.com                          | 10 de junio de 2002     | Ver listaCanciones 1. Blue - Kangta 2. 내일이 찾아오면 - Moon Hee Jun 3. Summer Vacation - SMTown 4. Brand New Weekend - S.E.S 5. HERO - Shinhwa 6. Forever - Fly to the Sky 7. My Boy - BoA 8. With 4 U (미안해... 고마워) - Dana 9. Make It High - Black Beat 10. One Summer Dream - M.I.L.K 11. Irv (사랑해요....) - Moon Hee-jun 12. 여름날의 추억 - Kangta 13. Summer in Love - Shinvi 14. Amazing Kiss - BoA 15. Just a Feeling (New Generation Remix) - S.E.S |
| 2002 Winter Vacation in SMTown.com – My Angel My Light | 6 de diciembre de 2002  | Ver listaCanciones CD #1 1. My Angel, My Light – SMTown 2. 보내는 글 – Kangta 3. 이번만큼은 – Shinhwa 4. Snow in My Mind – Shoo, BoA, M.I.L.K 5. Blind – Fly to the Sky 6. My Christmas Story – Dana 7. Silver Bell – Kangta, Hye-sung, Isak N Jiyeon 8. 들어볼래요 – Black Beat 9. 그 해 겨울 – Chu Ga-yeoul 10. My Angel My Light (Instrumental) – SMTown CD #2 1. Dear My Family – SMTown 2. 그대와 영원히 – Moon Hee-jun 3. 주기도문 – Bada 4. Snow Baby – Dong-wan, Jun Jin & Fly to the Sky 5. Jewel Song – BoA 6. White Mail – Yoo Young Jin 7. I Miss You – Shoo, Eric, Andy, Shinvi 8. 창 밖을 보라 – Moon Hee-jun & Min-woo 9. Christmas Sale – Song Kwang Sik 10. Dear My Family (Instrumental) – SMTown |
| 2003 Summer Vacation in SMTown.com                     | 18 de junio de 2003     | Ver listaCanciones 1. Hello! Summer! – SMTown 2. Paradise – Fly to the Sky, Lee Ji-hoon, Ji-yeon, Seo Hyun-jin 3. 연인처럼 (Fell Like) – Shoo 4. Destiny – Fly to the Sky 5. Summer in Dream – Moon Hee-jun, Shoo, BoA, Jae-won, Seo Hyun-jin, Park Hee-Von 6. Romeo – BoA 7. I Pray 4 U (Remix) – Shinhwa 8. 연가 – Kangta 9. 오직 좋은 사랑뿐 – Yoo Young-jin 10. 그림으로 떠나는 여행 – Kangta, Dana, Lee Ji-hoon, Jin-young, Ji-yeon 11. Pray – Isak N Jiyeon 12. 기억속의 꿈 (Dream of Memory) – Chu Ga Yeol 13. 그대에게 – Moon Hee Jun 14. Give Me a Chance – Black Beat 15. Dear My Friend – Dana |
| 2003 Winter Vacation in SMTown.com                     | 8 de diciembre de 2003  | Ver listaCanciones 1. 두번째 겨울 (Snowflake) – SM Town 2. Winter Story (겨울이야기) – Kangta, Moon Hee-jun, Jiyeon 3. The Christmas Song – Kangta 4. Winter Wonderland – Moon Hee-jun 5. Feels the Same – BoA 6. Silent Night Holy Night – Fly to the Sky 7. I Dream of you – Jiyeon 8. 겨울로의 초대 – Yoo Young-jin 9. White – Shoo 10. Choice – Black Beat 11. Be My Love – Dana |
| 2004 Summer Vacation in SMTown.com                     | 2 de julio de 2004      | Ver listaCanciones 1. Hot Mail (여름편지) – SMTown 2. Drive – TVXQ 3. Lollipop – BoA 4. 미쳐가나봐 – Kangta 5. Summer in Love – Fly to the Sky 6. 해주고싶은 얘기 – Isak N Jiyeon 7. 바램 (Fight To The End) – TSZX 8. Only For You – Moon Hee Jun 9. Through The Forest – TVXQ 10. Just One – Moon Hee Jun, Kangta & Isak N Jiyeon 11. That's The Way – Yoo Young-jin 12. Don't Tell Me – Black Beat 13. Baby Come Tonight – Dana 14. 꿈속에서 (Time After Time) – Shoo 15. Rainy Day – Chu Ga-yeoul 16. Midnight Parade – BoA |
| 2006 Summer SMTown                                     | 20 de junio de 2006     | Ver listaCanciones 1. 태양은 가득히 (Red Sun) – SMTown 2. 오아시스 (Oasis) – TVXQ 3. Dancing Out – Super Junior 4. 한 여름밤의 고백 (Summer Night Love) – Kangta 5. Touch – BoA 6. Catch the Shooting Star – TSZX 7. 너없이 (Without You) – TRAX 8. Raindrops – Hyun-jin 9. Shake – Black Beat 10. Smile! – Super Junior 11. 태양은 가득히 (Red Sun) (Instrumental) |
| 2006 Winter SMTown – Snow Dream                        | 12 de diciembre de 2006 | Ver listaCanciones 1. Snow Dream – SM Town 2. 내가 그대 없이 (When We'll Be Together) – TVXQ 3. Tic! Toc! – Super Junior 4. Dreams Come True – CSJH The Grace 5. 그것뿐이에요 (Just You) – Super Junior – K.R.Y. 6. White Christmas – Kangta 7. DOTCH – BoA 8. Alone – The TRAX 9. Heaven – Zhang Liyin 10. Without You – Black Beat 11. 눈의 이야기 (Winter of Memories) – Hyun-jin 12. I Love Hoya – Chu Ga-yeoul 13. Joyful Day – Song Kwang-sik |
| 2007 Summer SMTown – Fragile                           | 5 de julio de 2007      | Ver listaCanciones # Prologue For SM Town 1. 여행을 떠나요 (Let's Go On a Trip) – SM Town (Original by Cho Yong-pil) 2. 행복 (Happiness) – Super Junior (Original by H.O.T.) 3. 이브의 경고 (Eve Warning) – BoA Feat. Shindong (Original by Park Mi Kyung) 4. 한여름의 크리스마스 (White Summer Christmas) – Dong Bang Shin Gi (Original by Lee Jung Hyun) 5. 지난 여름밤의 이야기 (Last Year Summer Night Story) – Kangta (Original by Kwon Ji Won) 6. Festival – Cheon Sang Ji Hee The Grace (Original by Uhm Jung-hwa) 7. 조개껍질 묶어 (Tie Clam Shells) (A Cappella) – BoA, Junsu, Changmin, Lina, Sunday, Ryeowook, and Yesung – (Original by Yoon Hyung Joo) 8. Under the Sea – Dana, Stephanie, Leeteuk, Heechul, Yesung, Kangin, Eunhyuk, Donghae, Sungmin, Ryeowook and Zhang Liyin (Original by Samuel E. Wright) 9. 여행을 떠나요 (Versión instrumental) 10. Under the Sea (Versión instrumental) |
| 2007 Winter SMTown – Only Love                         | 10 de diciembre de 2007 | Ver listaCanciones 1. "사랑 하나죠 (Only Love)" - SMTown 2. "12월 27일 (On December 27th)" – BoA 3. "Evergreen" – TVXQ 4. "첫눈이 와 (First Snow)" - Super Junior 5. "We Wish You a Merry Christmas & Feliz Navidad" – TSZX 6. "Winter Wonderland" – Kangta 7. "Love Melody" – Girls' Generation 8. "Have Yourself a Merry Little Christmas" – Seo Hyun-jin 9. "눈꽃이 날리면 (When Snow Scatters...)" - Chu Ga-yeoul 10. "Oh Holy Night" – Zhang Liyin 11. "유년의 크리스마스 (Christmas of Childhood)" – Song Kwang-sik 12. [Bonus Track] "여행기 (Travelling)" – TVXQ |
| 2009 Summer SMTown – We Are Shining                    | 14 de agosto de 2009    | Ver listaCanciones 1. "Seaside 휴게소 (Boom Boom)" (Yoon Hyo Sang) - Super Junior, TVXQ, SHINee 2. "12시 34분 (Nothing Better)" - TVXQ 3. "카니발 (Carnival)" - Super Junior 4. "Scar" - SHINee |
| 2011 Winter SMTown – The Warmest Gift                  | 13 de diciembre de 2011 | Ver listaCanciones 1. Santa U Are the One – Super Junior with Henry & Zhou Mi 2. Sleigh Ride – TVXQ 3. Distance – BoA 4. Last Christmas – SHINee 5. Diamond – Girls' Generation 6. For The First Time – Kangta 7. Like A Dream – TRAX 8. The First Noël – Zhang Liyin 9. 1, 2, 3 – f(x) 10. Amazing – Dana & Sunday 11. Happy Xmas (War Is Over) – J-Min |
| SM Best Album 3                                        | 10 de agosto de 2012    | Ver listaCanciones 1. 약속 (The Promise) - Fly to the Sky 2. Hey, Come on! - Shinhwa 3. 세상끝까지 - Dana 4. Alone - Moon Heejun 5. 북극성 (Polaris) - Kangta 6. Dreams of Heaven 7. 之愛 (지애) Agape - Yoo Youngjin 8. Come To Me - M.I.L.K 9. U - S.E.S 10. 날개 - Black Beat 11. Perfect Man - Shinhwa 12. NO.1 - BoA 13. Sea of Love - Fly to the Sky 14. 아낌없이 주는 나무 (Generous…) - Moon Heejun 15. 사랑은 기억보다 (Memories)- Kangta 16. Tell me baby - Isak N' Jiyeon 17. 나 같은 건 없는 건가요 (Don’t go away) - Chu Ga Yeoul 18. S.II.S (Soul to Soul) - S.E.S 19. 너의 결혼식 (Wedding) - Shinhwa 20. 아틀란티스 소녀 (ATLANTIS PRINCESS) - BoA 21. Missing you - Fly to the Sky 22. G. 선상의 아리아 - Moon Heejun 23. 남겨둔 이야기 (maybe)- Dana 24. Hug (포옹) - TVXQ 25. My name - BoA 26. The way U are - TVXQ 27. PARADOX - The TRAX 28. TRI-ANGLE (feat. BoA, The TRAX) - TVXQ 29. 믿어요 - TVXQ 30. 중력 (Gravity) - Fly to the Sky 31. 가면 (Persona) - Kangta 32. Too Good - CSJH The Grace 33. Girls On Top - BoA 34. Rising Sun (순수)- TVXQ 35. TWINS (Knock out) - Super Junior '05 36. The Club - CSJH The Grace 37. U - Super Junior 38. 초우 (First Rain) - The TRAX 39. Timeless (feat. Xiah) - Zhang Liyin 40. "O"-Jung.Ban.Hap. - TVXQ 41. 한 사람만을 (The one I love) - Super Junior-K.R.Y 42. 열정 (My Everything) - CSJH The Grace 43. 할 말이 너무 많아요 - Chu Ga Yeoul 44. 로꾸거!!! (ROKUKO) - Super Junior-T 45. 한번 더, OK? (One More Time, OK?) - CSJH The Grace 46. 다시 만난 세계 (Into the new world) - Girls' Generation 47. 돈 돈! (Don't Don) - Super Junior 48. 소녀시대 (Girls' Generation) - Girls' Generation 49. I will - Zhang Liyin 50. 누난 너무 예뻐 (Replay) - SHINee 51. 요리왕 (COOKING? COOKING!) - Super Junior-H 52. 산소 같은 너 (Love like Oxygen) - SHINee 53. Can You Hear Me?- Taeyeon 54. 주문 (MIROTIC) - TVXQ 55. Gee - Girls' Generation 56. 나 혼자서 - Tiffany 57. SORRY, SORRY - Super Junior 58. 줄리엣 (Juliette) - SHINee 59. 소원을 말해봐 (Genie) - Girls' Generation 60. 라차타 (LA chA TA) - f(x) 61. SUPER GIRL - Super Junior-M 62. Ring Ding Dong - SHINee 63. Chu~♡ - f(x) 64. 청춘 (Good Days) (feat. Ahn Jae Wook) - Tin Tin Five 65. Let You Go - TRAX 66. Oh! - Girls' Generation 67. 너 아니면 안돼 - Yesung 68. NU 예삐오 (NU ABO) - f(x) 69. 미인아 (BONAMANA) - Super Junior 70. LUCIFER - SHINee 71. HURRICAN VENUS - BoA 72. 오! 나의 여신님 (Oh! My Goddess) - TRAX 73. 훗 (Hoot) - 소녀시대 74. 너무 그리워 (Miss You) - S.M The Ballad 75. Hot Times (시험하지 말기) - S.M The Ballad 76. 왜(Keep your head down) - TVXQ 77. 태완미 (太完美; Perfection) - Super Junior 78. 이것만은 알고 가 (Before U Go) - TVXQ 79. 피노키오 (Danger) - f(x) 80. 나 좀 봐줘 (One More Chance) - CSJH The Grace-Dana & Sunday 81. Mr. Simple - Super Junior 82. The Boys - Girls' Generation 83. 창문 (Blind) - TVXQ 84. Sherlock?셜록 (Clue + Note) - SHINee 85. 마마 (MAMA) - EXO 86. Twinkle - Girls' Generation-TTS 87. Electric Shock - f(x) 88. Sexy, Free & Single - Super Junior 89. Only One - BoA |